# Kakuda
Kakuda (角田市; -shi) é uma cidade japonesa da província de Miyagi.
Em 2003 a cidade tinha uma população estimada em 33 890 habitantes e uma densidade populacional de 229,64 h/km². Tem uma área total de 147,58 km².
Recebeu o estatuto de cidade a 1 de Outubro de 1958.